# Шаганов, Александр Алексеевич
Алекса́ндр Алексе́евич Шага́нов (род. 4 марта 1965, Москва) — советский и российский поэт-песенник, автор слов к популярным эстрадным песням.
По профессии — инженер и звукорежиссёр.

## Биография
Александр Шаганов родился в рабочей семье, детские годы провёл на востоке Москвы, сначала на улице Юных Ленинцев, в районах Текстильщики и Кузьминки, а затем в районе Рязанского проспекта, на Новокузьминской улице, где прожил 28 лет. В семье были также старший брат и младшая сестра. Впечатления детства и молодости, прошедших на улицах между двумя крупными парками востока столицы Кусково и Кузьминки, отразились в песне Шаганова «Улочки московские», где перечисляются улицы Юго-Восточного округа — Кузьминские, Люблинские, и на каждой улице у автора происходила запоминающаяся история, жили друзья, знакомые люди.
В 1987 окончил Московский электротехнический институт связи. Работал инженером электросвязи «Мостелефонстроя», однако в позднем интервью признавался, что плохо представляет себе принцип действия телефона. Вскоре сменил профессиональную деятельность, став оператором звукозаписи студии «Звук», затем выступал с концертами как певец.
В марте 2022 года подписал обращение в поддержку военного вторжения России на Украину, а в мае был включён в список нежелательных персон для посещения Латвии.

### Личная жизнь
Женат с 2002 года. Жена Екатерина, дочь Елизавета.

## Творчество
Известность к Александру Шаганову пришла вместе с песней «Владимирская Русь» на музыку Дмитрия Варшавского группы «Чёрный кофе» (1986) на волне интереса аудитории к хард-року и хеви-металу.
В 1989 году с вокалистом Николаем Расторгуевым и композитором Игорем Матвиенко основывает группу «Любэ», для которой пишет тексты к их наиболее популярным песням.
С 1989 года работает с Дмитрием Маликовым.
Песни, написанные на слова Александра Шаганова, исполняли:
Алла Пугачёва,
София Ротару,
Людмила Зыкина,
Александр Барыкин,
Татьяна Овсиенко,
Дима Билан,
Алсу,
Александр Маршал,
Алексей Глызин,
Катя Лель,
Анита Цой,
Наталья Ветлицкая,
Вячеслав Малежик,
Вадим Казаченко,
Никита,
Данко,
Влад Сташевский,
Александр Кальянов,
Женя Белоусов,
Сергей Чумаков,
Владимир Асимов,
Евгений Куликов,
Александр Рыбкин,
Алексей Горбашов,
Александр Лукьянов,
Наталья Лапина,
Вячеслав Ольховский,
Алексей Гоман,
Игорь Слуцкий,
Игорь Романов,
Сергей Челобанов,
Вадим Байков,
Клементия, Таня Матвеева, Олег Макин, Елена Славина
и группы
«Тяжелый день»,
«Иванушки International»,
«На-На»,
«Рондо»,
«Фабрика»,
«Куприянов»,
«Мельница»,
«25/17»,
«Романтики»,
«Гуляй Поле»,
«Як-40»,
«Класс»,
«Стайер»,
«Д. Ж. А.»,
другие.
Песня «Конь», написанная Шагановым на музыку Матвиенко, получила известность в исполнении группы «Любэ». В тексте песни имеется заимствование из широко известного есенинского стихотворения «Листья падают, листья падают…» (1925): ср. И летающих звёзд благодать у Есенина и Ночью в поле звёзд благодать у Шаганова.
Исполнение собственных песен нашло отражение в выпуске Шагановым сольных альбомов.
Вышли сборники стихов «Станция Таганская», «Ребята нашего двора».
Лауреат национальной премии «Овация» (1992), премии имени Валентина Катаева (журнал «Юность», 1996).
В 2007 году издательство «Центрполиграф» выпустило книгу Александра Шаганова «Я Шаганов по Москве».
С 2020 года Шаганов в качестве хобби стал «подрабатывать» экскурсоводом, водит экскурсии по Таганке.

## Дискография
| Год  | Название      | Лейбл                                |
| ---- | ------------- | ------------------------------------ |
| 1992 | Листопад      | Магнитоальбом                        |
| 1995 | Пой, братишка | 'Pavlin Records'                     |
| 2002 | Кавалер       | 'Продюсерский центр Игоря Матвиенко' |
| 2013 | Катька        | 'CD Land'                            |

## Песни
Шаганов написал стихи к ряду известных песен.
- Владимирская Русь, 1985 (исп. Чёрный кофе);[9]
- Осторожней сталкер (исп. группа «Союз» альбом «Красный свет» 1989);
- Стрелы (исп. группа «Союз» альбом «Красный свет» 1989);
- Диктатор (исп. группа «Союз» альбом «Красный свет» 1989);
- Племена (исп. группа «Союз» альбом «Красный свет» 1989);
- Красный свет (исп. группа «Союз» альбом «Красный свет» 1989);
- Солдаты судьбы (исп. группа «Союз» альбом «Красный свет» 1989);
- Батька Махно, 1989 (исп. Любэ);[10]
- Атас!, 1989 (исп. Любэ);[10]
- Не валяй дурака, Америка, 1990 (исп. Любэ);
- Сторона родная, 1990 (исп. Дмитрий Маликов);[11]
- Бедные голуби, 1990 (исп. Евгений Куликов и группа «Куликово поле»);
- Алёшка, 1991 ( Игорь Матвиенко, исп. Женя Белоусов, лауреат фестиваля Песня-91)
- Девчонка-девчоночка, 1991 ( исп. Женя Белоусов);
- Не обижай, жених, 1991 (исп. Сергей Чумаков);
- Конь, 1994 (исп. Любэ);[12]
- Младшая сестрёнка, 1994 (исп. Любэ);[12]
- Комбат, 1995 (исп. Любэ);[13]
- Тучи, 1996 (исп. Иванушки International);[14]
- Ребята с нашего двора, 1997 (исп. Любэ);[15]
- Свитерок, 1997 (исп. София Ротару)
- Скворцы, 1997 (исп. Любэ);[15]
- Кукла, 1997 (исп. Иванушки International);
- Вечерочки-вечерки, 1998 (исп. Влад Сташевский)
- Огни, 1998 (исп. Катя Лель)
- Там, за туманами, 1998 (исп. Любэ);[15]
- Туман, 1999 (исп. Иванушки International)
- Однажды, 1999 (исп. Никита, Дмитрий Маликов в 2016)
- Малыш, 1999 (исп. Данко)
- Ночные дожди 1999 (Вадим Казаченко)
- Прорвёмся (Опера), 2000 (исп. Любэ)
- Ветер-ветерок, 2000 (исп. Любэ);[16]
- Солдат, 2000 (исп. Любэ);[16]
- Я буду ждать, 2000 (исп. Иванушки International)
- Манчестер Сити, 2001 (исп. Ключи)
- Безнадёга точка ru, 2002 (исп. Иванушки International)
- Домой, 2002 (Любэ)
- Золотые облака, 2002 (исп. Иванушки International)
- Кристиан 2002 (исп. Филипп Киркоров)
- Девушки фабричные, 2003 (исп. Фабрика)
- От Волги до Енисея, 2005 (исп. Любэ)
- Букет сирени, 2005 (исп.Иванушки International)
- Не могу без тебя, 2007 (исп. Иванушки International)
- Верка, 2009 (исп. Любэ);[17]
- А заря, 2009 (исп. Любэ);[17]
- Если…, 2009 (исп. Любэ);[17]
- Волкодав 2009 (исп. Мельница)
- Просто любовь, 2012 (исп. Любэ, Корни, In2Nation);[18]
- Лучший день 2013 (исп. Иванушки International)
- Всё зависит от Бога и немного от нас, 2014 (исп. Любэ);[18]
- Секрет, 2015 (исп. Фабрика)
- Жить — соавторы с В. Селезнёв, И. Матвиенко, Д. Поллыева и Тимати. Исполняет группа из 27 российских музыкантов, 2016.
- Если ты уйдешь 2021 (исп. Андрей Державин)